# Iris von Arnim
Monika-Iris von Arnim (* 25. Januar 1945 in Berbisdorf, Schlesien) ist eine deutsche Modedesignerin.

## Leben
Ihre Eltern waren Ursula Fenner von Fenneberg (1916–1948), Tochter der Marita Stüve und des Landrats Carl Fenner von Fenneberg, und der schlesische Gutsbesitzer Hans Joachim von Arnim (1898–1961). Die Gesamtfamilie hatte umfangreichen Besitz in der Uckermark und ihre Familienlinie jahrhundertelang mit Rittergut Brandenstein im heutigen Sachsen-Anhalt.
Anfang der 1970er Jahre fing Iris von Arnim im Krankenhaus nach einem schweren Autounfall an zu stricken. Aus dem Zeitvertreib wurde eine Geschäftsidee. 1976 zog sie von München nach Hamburg und eröffnete eine Boutique. 1979 wurde ihr Sohn Valentin geboren. Im selben Jahr zeigte von Arnim ihre Kollektion zum ersten Mal auf der Igedo in Düsseldorf. Anfang der 1980er Jahre bereicherte sie den deutschen Strick-Markt mit Intarsien und Farbkombinationen und wurde einer der ersten Designer, die Kaschmirwolle nach Deutschland brachten. In der Presse wurde sie deshalb auch als „Cashmere-Queen“ bezeichnet. Anfang der 1990er Jahre ergänzte sie ihre Strick-Kollektion durch eine thematisch abgestimmte Konfektion. 2006 trat Valentin von Arnim in die Firma ein. Seit 2009 ist er Geschäftsführer und leitet das operative Geschäft.
2010 gründeten Iris von Arnim und Claudia Schiffer eine Partnerschaft für die Entwicklung der Kollektion Claudia Schiffer Cashmere. Schiffer übernahm die kreative Leitung, von Arnim die Produktentwicklung, Produktion und den Vertrieb. Die beiden Partnerinnen arbeiteten zwei Saisons zusammen.
Im April 2011 wurde von Arnim der Verdienstorden des Freistaats Thüringen für ihr Engagement in der Jury des Apolda European Design Award und damit für die Region Apolda verliehen.
Im November 2012 eröffnete Iris von Arnim einen Store in München, der sich im Zentrum am Amiraplatz befindet. Im Juni 2013 folgte die Neueröffnung und Vergrößerung des Stores in Kampen auf Sylt, der bereits seit Ende der 1990er Jahre besteht. Am 10. Juni 2015 eröffnete Iris von Arnim einen Store auf der Königsallee in Düsseldorf. Seit Juli 2013 betreibt Iris von Arnim einen Online-Shop.
Im August 2013 präsentierte die Designerin erstmals die Herrenkollektion UOMO. Inzwischen erscheint halbjährlich eine neue Kollektion, die neben Pullovern und Cardigans auch Outerwear und Accessoires zeigt.
Iris von Arnim lässt in Italien produzieren. Die Designerin lebt nach wie vor in Hamburg.